# 5158 Ogarev
5158 Ogarev este un asteroid din centura principală de asteroizi.

## Descriere
5158 Ogarev este un asteroid din centura principală de asteroizi. A fost descoperit pe 16 decembrie 1976 la Observatorul astrofizic din Crimeea de Liudmila Cernîh. El prezintă o orbită caracterizată de o semiaxă mare de 2,43 ua, o excentricitate de 0,18 și o înclinație de 3,1° în raport cu ecliptica.